# Hématome décidual marginal
L’hématome décidual marginal est une complication de la grossesse survenant lorsqu'une portion marginale du placenta se décolle, ce qui entraîne un saignement entre placenta et utérus.
Ce processus est proche de celui de l'hématome rétro-placentaire, mais n'a pas des conséquences aussi graves : l'hématome décidual marginal est plus fréquent, et n'entraîne pas de souffrance fœtale dans la très grande majorité des cas (l'hématome étant périphérique et de petite taille, il ne peut pas altérer les échanges materno-fœtaux). Il peut cependant y avoir un risque de retard de croissance intra utérin (RCIU), rupture prématurée des membranes et accouchement prématuré. Le risque de décollement brutal existe.
Il se manifeste par une hémorragie du troisième trimestre de sang rouge, répétitive, peu abondante. Les douleurs abdominales sont classiquement absentes, de même que la protéinurie. L'échographie retrouve un décollement placentaire qui surmonte un hématome dont la taille et la localisation doivent être précisées, mais est le plus souvent normale, car évacuation de l'hématome au fur et à mesure de sa constitution.
Le traitement repose sur le repos, sous surveillance.